# Marina Satti
Marina Satti (grec: Μαρίνα Σάττι, Atenes, 26 de desembre de 1986) és una cantant, actriu, compositora i productora de música grega. La seva música es caracteritza principalment per combinar sons tradicionals grecs, àrabs i balcànics amb elements, ritme i producció urbans.
Va representar Grècia al Festival de la Cançó d'Eurovisió 2024 a Malmö (Suècia), amb la cançó Zari, ocupant l'11è lloc.

## Biografia
Satti va néixer a Atenes de pare un àrab sudanès i mare un grega d'Iràklion, Creta. Els seus pares es van conèixer a la Facultat de Medicina d'Atenes, on estaven estudiant. Es va criar a Heraklion i de petita anava al Sudan durant els estius. Té un germà que viu a Anglaterra i una germanastra del posterior matrimoni del seu pare amb una altra dona, per la qual aquest havia tornat al Sudan i més tard es va traslladar a Egipte.
Va començar la formació de piano clàssic a una edat primerenca i la formació vocal clàssica a l'institut. Va estudiar a la Universitat Tècnica Nacional d'Atenes per arquitectura per sense graduar-se. Ha completat un grau de 3 anys a Berklee College of Music.

## Carrera
Satti va formar part de l'Orquestra Europea de Jazz de l'EBU. També va actuar com a cantant del World Jazz Nonet al John F. Kennedy Center de Washington. Juntament amb Bobby McFerrin, va formar el grup vocal a cappella The Singing Tribe. El 2016, Satti va fundar Fonés ("Veus"), un grup femení a cappella que interpretava cançons polifòniques tradicionals. Han actuat en escenaris com el Teatre Antic d'Epidaure, l'Odeó d'Herodes Àtic, la Sala de Concerts d'Atenes i el Centre Cultural de la Fundació Stavros Niarchos.
El 2016, Satti va llançar el seu senzill "Koupes" ("Copes"), que va assolir més de 24 milions de visualitzacions a YouTube i es va incloure a l'àlbum Buddha Bar 20 Years Anniversary de Ravin & Bob Sinclar. El 2017, el seu següent senzill, "Mantissa" ("Vident") es va classificar al Top 100 oficial de la Unió Europea i al Top 40 de Bulgària. Global Citizen la va anomenar "cançó de l'estiu". Joanna Kakissis, corresponsal de NPR a Atenes, ho va descriure com "l'èxit d'estiu que omple d'esperança una generació".
El 24 d'octubre de 2023, va ser anunciada com a representant grega al Festival de la Cançó d'Eurovisió 2024, on va aconseguir l'11a posició amb 126 punts amb la cançó "Zari" ("dau").
El dia 14 de març, Satti va publicar el seu segon àlbum d'estudi, "P.O.P", on hi incloïa el senzill eurovisiu "Zari". L'àlbum va aconseguir dues vegades el disc de platí a Grècia i va aconseguir entrar al Top 10 d'Spotify global.

## Discografia

### Àlbums
| Títol   | Detalls                                                                                                |
| ------- | --- |
| Yenna   | - Publicat: 27 de maig de 2022 - Segell: Walnut Entertainment - Formats: Descàrrega digital, streaming |
| P.O.P.  | - Publicat 14 de març de 2024 - Segell: Minos EMI - Formats: Descàrrega digital, streaming             |
| POP TOO | - Publicat: 24 d'abril de 2025 - Segell: Minos EMI - Formats: Descàrrega digital, streaming            |

### Senzills

#### Com a artista principal
| Senzill                         | Curs | Posicions màximes dels gràfics | Àlbum / EP          |
| Senzill                         | Curs | GRE                            | Àlbum / EP          |
| ------------------------------- | ---- | ------------------------------ | ------------------- |
| "Ygro fili"                     | 2008 | —                              | Kyriakodromio       |
| "Ena kalokairi"                 | 2012 | —                              | Sengles sense àlbum |
| "Argosvineis moni" (amb Tareq)  | 2013 | —                              | Sengles sense àlbum |
| "Koúpes"                        | 2016 | —                              | Sengles sense àlbum |
| "Mantissa"                      | 2017 | —                              | Sengles sense àlbum |
| "Pali"                          | 2021 | 18                             | Yenna               |
| "Ponos krifos"                  | 2021 | —                              | Yenna               |
| "Yiati pouli m' (Den kelaidis)" | 2022 | —                              | Yenna               |
| "Zeimbekiko II"                 | 2023 | —                              | Sengles sense àlbum |
| "Tucutum"                       | 2023 | —                              | Sengles sense àlbum |

#### Com a artista destacat
| Solter                                | Curs | Àlbum / EP                        |
| ------------------------------------- | ---- | --------------------------------- |
| "To aroma" (Onirama amb Marina Satti) | 2021 | Antologio gia mikrous ke megalous |